# Wysiecza
Wysiecza (niem. Waldheim, Zalesie (1946), Rora (1947)) – wieś w Polsce położona w województwie warmińsko-mazurskim, w powiecie węgorzewskim, w gminie Węgorzewo.
Przysiółkiem wsi Wysiecza jest Pora.
W latach 1975–1998 miejscowość administracyjnie należała do województwa suwalskiego.
Sołectwo ma 68 mieszkańców. 